# Montpelier (Louisiana)
Montpelier is een plaats (village) in de Amerikaanse staat Louisiana, en valt bestuurlijk gezien onder St. Helena Parish.

## Demografie
Bij de volkstelling in 2000 werd het aantal inwoners vastgesteld op 214.
In 2006 is het aantal inwoners door het United States Census Bureau geschat op 218, een stijging van 4 (1,9%).

## Geografie
Volgens het United States Census Bureau beslaat de plaats een oppervlakte van
4,8 km², geheel bestaande uit land. Montpelier ligt op ongeveer 37 m boven zeeniveau.

## Plaatsen in de nabije omgeving
De onderstaande figuur toont nabijgelegen plaatsen in een straal van 20 km rond Montpelier.